# Býšov
Býšov je malá vesnice, část městyse Chudenice v okrese Klatovy v Plzeňském kraji. Nachází se asi dva kilometry severovýchodně od Chudenic. Je zde evidováno 7 adres. V roce 2011 zde trvale žilo pět obyvatel.
Býšov leží v katastrálním území Chudenice o výměře 11,35 km².

## Historie
První písemná zmínka o vesnici pochází z roku 1679.

## Obyvatelstvo
| Rok            | 1869 | 1880 | 1890 | 1900 | 1910 | 1921 | 1930 | 1950 | 1961 | 1970 | 1980 | 1991 | 2001 | 2011 | 2021 |
| -------------- | ---- | ---- | ---- | ---- | ---- | ---- | ---- | ---- | ---- | ---- | ---- | ---- | ---- | ---- | ---- |
| Počet obyvatel | 52   | 55   | 51   | 59   | 58   | 54   | 39   | 31   | 32   | 26   | 18   | 8    | 5    | 5    | 4    |
| Počet domů     | 9    | 9    | 9    | 9    | 9    | 9    | 9    | 9    | 9    | 7    | 7    | 7    | 7    | 7    | 7    |

## Obecní správa
Při sčítání lidu v letech 1850–1959 Býšov byl osadou obce Přetín v okrese Přeštice. Od roku 1960 je částí městyse Chudenice v okrese Klatovy.

## Galerie

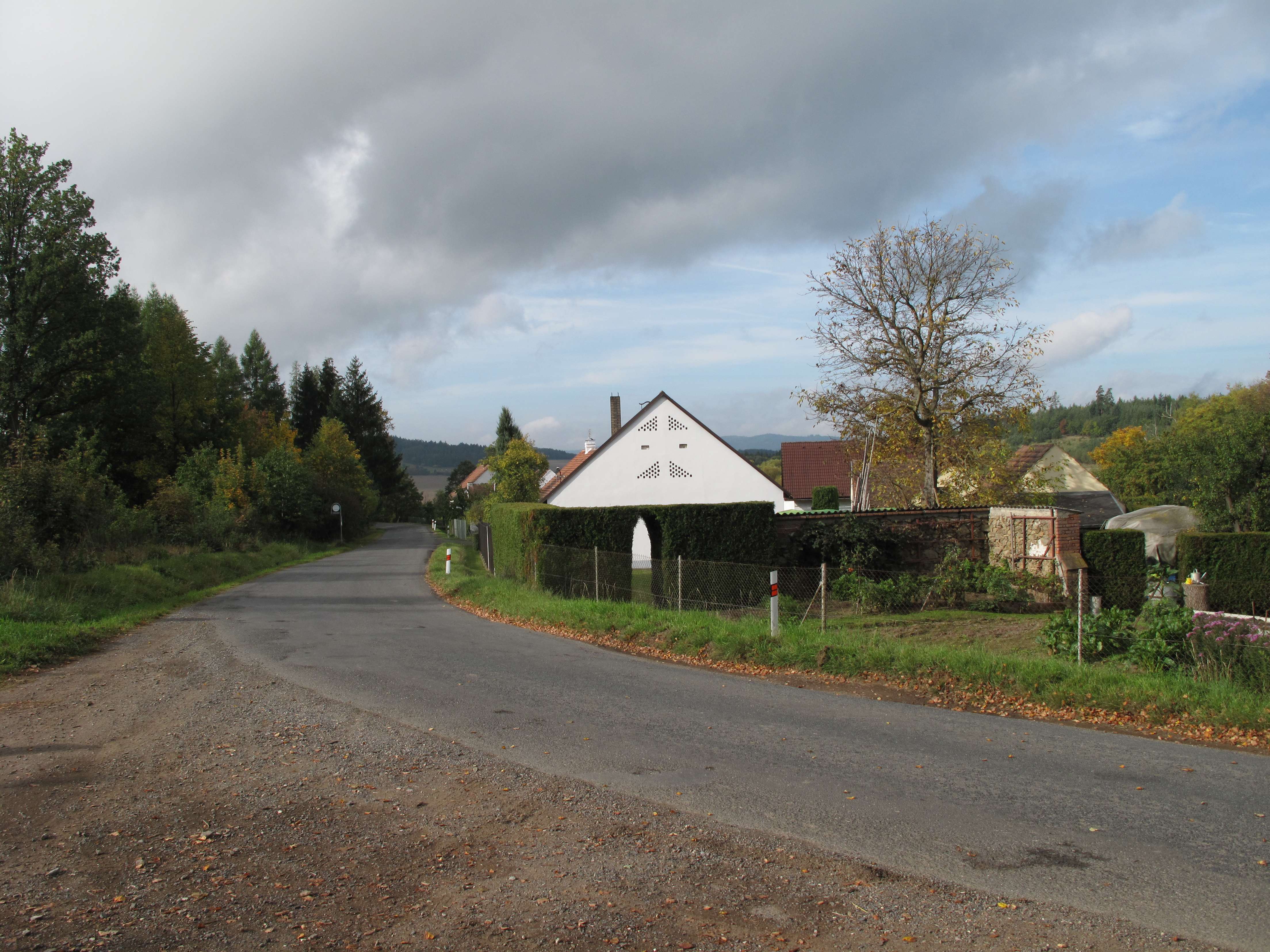
Silnice
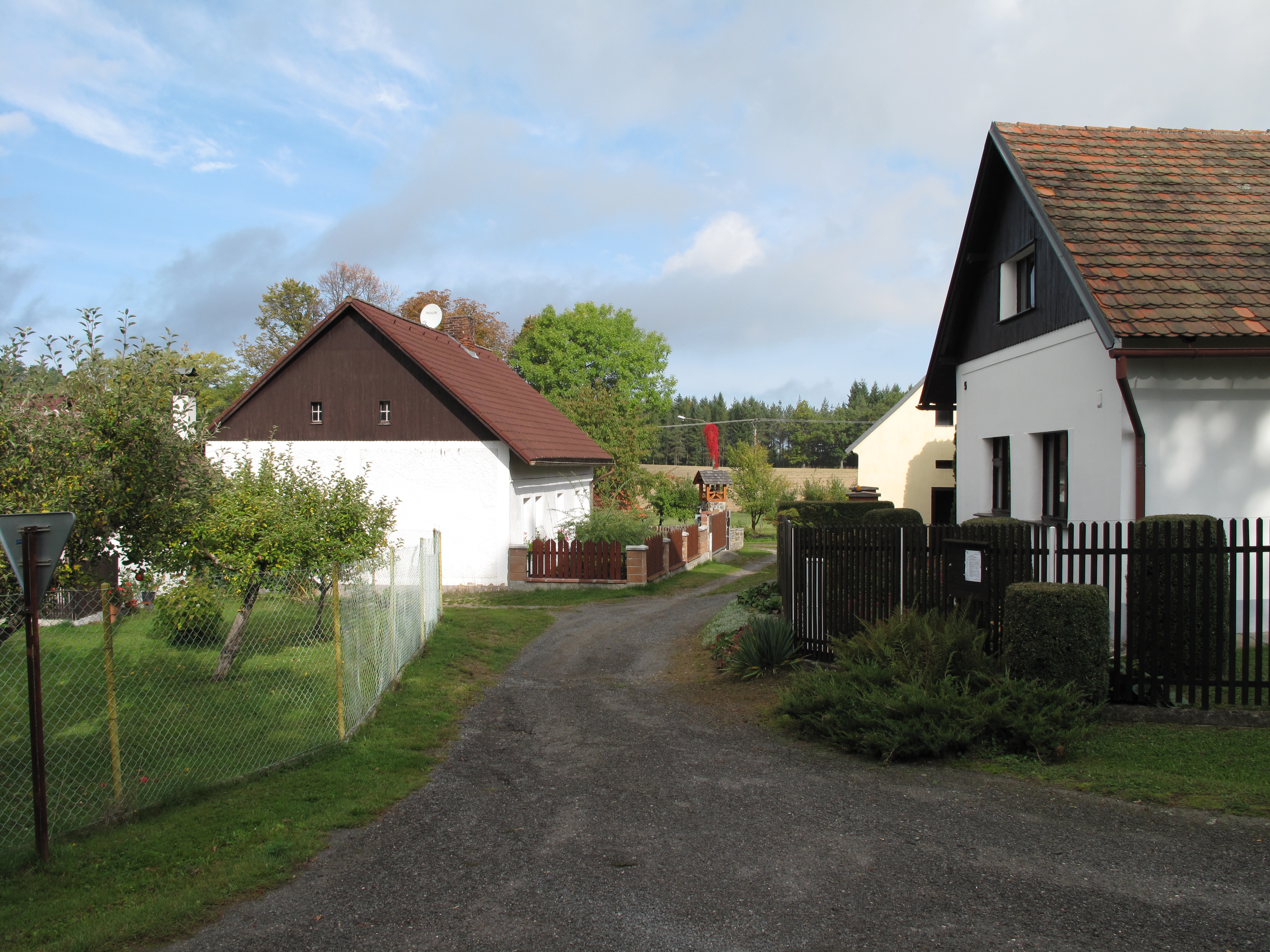
Domy
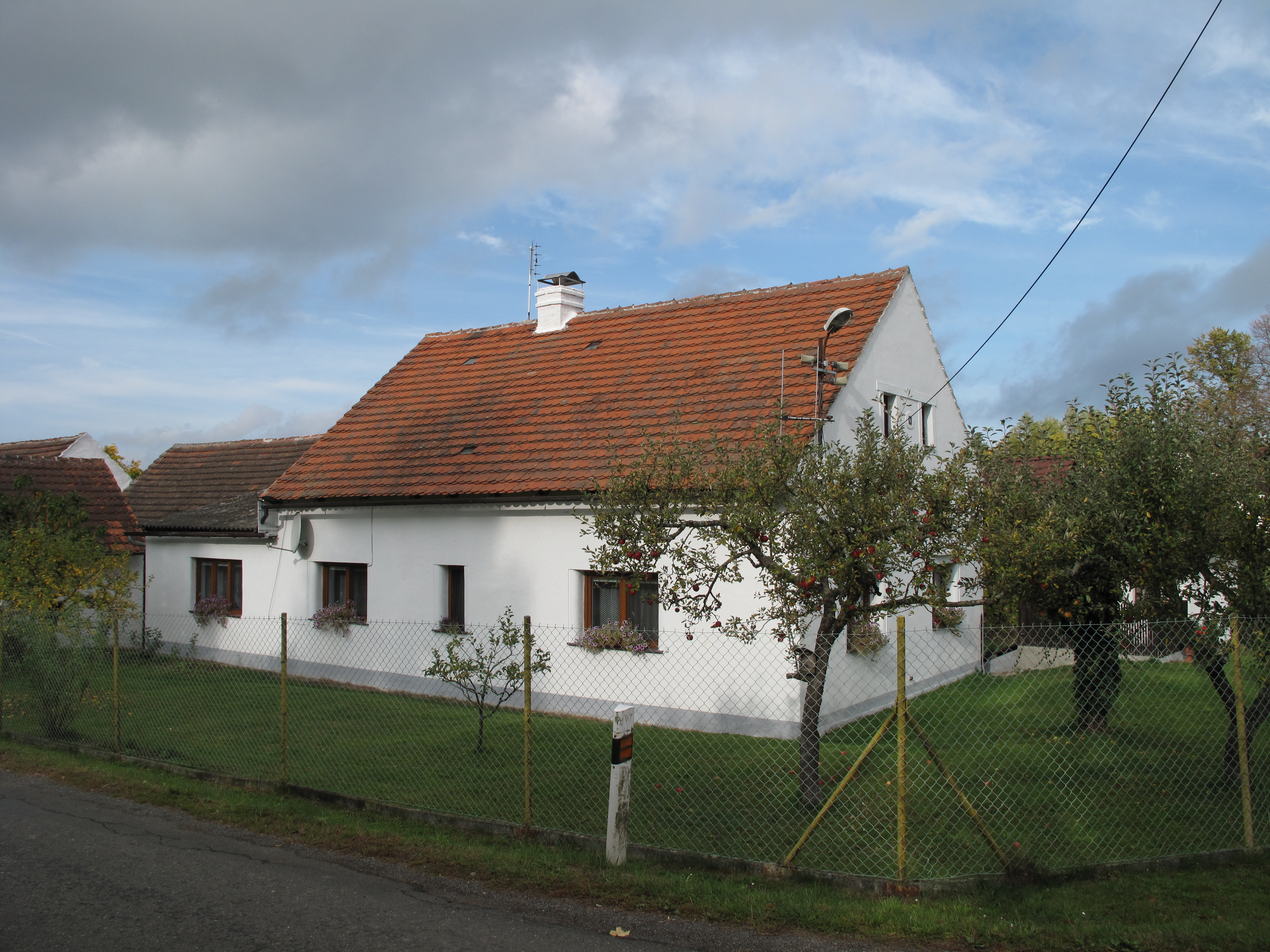
Obec